# NGC 1936
NGC 1936 je emisijska maglica u zviježđu Zlatnoj ribi. 

## Vanjske poveznice
- SEDS: NGC 1936